# Doleschallia endasyclus
Doleschallia endasyclus är en fjärilsart som beskrevs av Hans Fruhstorfer 1903. Doleschallia endasyclus ingår i släktet Doleschallia och familjen praktfjärilar. Inga underarter finns listade i Catalogue of Life.